# Gabriel
Gabriel je moško osebno ime.

## Izvor imena
Ime Gabriel je na Slovenskem izpeljano iz imena Gabrijel, sicer pa je to svetopisemsko ime z pomenom »bog je moja moč«.

## Oblike imena pri drugih narodih
- pri Angležih, Nemcih, Norvežanih, Poljakih in Slovakih: Gabriel
- pri Fincih: Kaapo
- pri Francozih: Gabriel, Djibril
- pri Italijanih: Gabriele
- pri Madžarih: Gabriel, Gábor
- pri Nizozemcih: Gabriël
- pri Rusih: Гавриил (Gavrjil), Габриэль (Gabrjel)

## Pogostost imena
Po podatkih Statističnega urada Republike Slovenije je bilo na dan 31. decembra 2007 v Sloveniji število moških oseb z imenom Gabriel: 160.

## Osebni praznik
V koledarju je ime Gabriel zapisano skupaj z Gabrijelom; god praznuje 27. februarja ali pa 29. septembra.